# Când mama nu-i acasă
Când mama nu-i acasă este un serial românesc, creat de Ruxandra Ion pentru Happy Channel  și AntenaPlay. Serialul, filmat integral cu telefonul mobil, a avut premiera pe 13 martie 2017, simultan la posturile de televiziune Antena 1 și Happy Channel.
În aprilie 2017, Happy Channel, a anunțat că serialul O grămadă de caramele, care a avut premiera la postul de televiziune Antena 1 pe 17 septembrie 2017 iar pe 18 septembrie 2017 exclusiv la Happy Channel, a continuat povestea din „Când mama nu-i acasă”.

## Sinopsis
Serialul „Când mama nu-i acasă” prezintă povestea Mirunei (Cristina Ciobănașu), a lui Victor (Vlad Gherman) și a lui Radu (Rapha Tudor), trei adolescenți care trăiesc o poveste de dragoste. Ghinionul este că fiecare iubește pe cine nu trebuie: Miruna pe Victor, Radu pe Miruna și Victor pe nimeni… pentru că Victor a pus lacăt sentimentelor din cauza unei întâmplări tragice pe care a trăit-o când avea 18 ani. Povestea începe când Miruna, Victor și Radu sunt într-o perioadă în care fiecare este nemulțumit de viața lui. Miruna și Radu au visuri comune, iar Victor e blazat și nu prea știe ce își dorește să facă în viață.
Serialul „Când mama nu-i acasă” aduce în fața publicului o poveste contemporană, cu întâmplări inspirate din realitatea de zi cu zi, fie că este vorba de relații între tineri, drame de familie sau căutarea fericirii și a unui drum în viață.

## Distribuție
- Cristina Ciobănașu - Miruna Șerban
- Vlad Gherman - Victor Morante
- Carmen Tănase - Buni
- Virginia Rogin - Zorica
- Ioana Ginghină - Geanina Găleată
- Andreas Petrescu - Emil Șerban
- Silviu Mircescu - Mirciulică
- Rapha Tudor - Radu Tudor
- Bubu Cernea - Micky Goga
- Tatiana Șelaru - Ema
- Ada Dumitru - Lora
- Elena Șeulean - Mona
- Doinița Oancea - Pamela
- Augustin Viziru - Doruleț
- Tudor Roșu - Victoraș
- Gheorghe Dănilă - Gelu

## Producție
În februarie 2017, Happy Channel a anunțat începerea filmărilor pentru un nou serial românesc creat de Ruxandra Ion ce îi are drept protagoniști pe Cristina Ciobănașu (Criss), Vlad Gherman și Rapha Tudor, ambasadorii postului.Filmat integral cu telefonul mobil, „Când mama nu-i acasă” este primul serial românesc integrat pe toate platformele: TV, online și social media .
Filmările pentru serial au început pe 20 februarie și s-au încheiat în data de 25 martie 2017.
În aprilie 2017, odată cu difuzarea ultimului episod, Happy Channel a anun;at ca serialul va avea o continuare ce va avea premiera în toamna aceluiași an.
În mai 2017, Happy Channel a anunțat că începe producția sezonului 2 din „Când mama nu-i acasă” ce va face legătura între primul sezon și noul serial, ce va fii difuzat în toamnă.. Filmarile pentru sezonul 2 au durat o săptamână, în diferite locații din București, în iunie 2017. Sezonul 2, intitulat și „6 clipe fără ea” a avut lansarea pe 19 iulie 2017 și a fost disponibil exclusiv în mediul online, pe platforma AntenaPlay.

## Episoade
| Sezonul | Sezonul | Episoade | Episoade | Premiera TV      | Premiera TV       |
| Sezonul | Sezonul | Episoade | Episoade | Prima transmisie | Ultima transmisie |
| ------- | ------- | -------- | -------- | ---------------- | ----------------- |
|         | 1       | 16       | 16       | 13 martie 2017   | 6 aprilie 2017    |
|         | 2       | 6        | 6        | 19 iulie 2017    | 26 iulie 2017     |

### Sezonul 1: 2017
| Nr. în serial | Nr. în sezon | Titlu         | Regizat de                 | Scris de       | Data difuzării |
| --- | ------------ | ------------- | -------------------------- | -------------- | -------------- |
| 1 | 1            | „Episodul 1”  | Radu Grigore, Ruxandra Ion | Simona Macovei | 13 martie 2017 |
| Miruna se hotărăște să se lanseze în muzică, împreună cu prietenul ei, din școala generală, Radu. Acesta, când vine la ea acasă pentru a repeta și a lucra la prima lor melodie, îl aduce cu el pe Victor, care se aflăîntr-un moment complicat al vieții sale. |              |               |                            |                |                |
| 2 | 2            | „Episodul 2”  | Radu Grigore, Ruxandra Ion | Simona Macovei | 14 martie 2017 |
| După o noapte de beție, Victor se trezește la Miruna în dormitor. Miruna încearcă să afle ce a visat acesta, în timp ce face eforturi pentru ca bunica sa să nu o găsească cu un băiat necunoscut în cameră. Radu și Geanina îl caută pe Victor prin oraș, crezând că a pățit ceva rău, după ce nu a venit noaptea acasă. |              |               |                            |                |                |
| 3 | 3            | „Episodul 3”  | Radu Grigore, Ruxandra Ion | Simona Macovei | 15 martie 2017 |
| Miruna merge la Emil la birou, pentru a îi spune că vrea să renunțe la facultate și să se apuce de muzică. Discuția lor evoluează într-o ceartă. Ajuns acasă de la Miruna, Victor își prinde mama, pe Geanina, sărutându-se cu Mirciulică, un bun prieten de-al său și decide să se mute. |              |               |                            |                |                |
| 4 | 4            | „Episodul 4”  | Radu Grigore, Ruxandra Ion | Simona Macovei | 16 martie 2017 |
| Miruna are întâlnire cu Victor într-o cafenea din parcul Mogoșoaia, dar inițial, în locul său apare Radu. Când își face apariția și Victor, acesta are dupăel un geamantan, iar Mirunaîi propuse să se mute la ea. În aceeași cafenea vine și Ema, fata cu care avea întâlnire Radu. Miruna și Ema se ceartă. Când pleacădin cafenea, Miruna se întâlnește în parc cu o ghicitoare, careia îi dă eșarfa sa. Aceeași ghicitoare, îi ghicește și lui Victor. |              |               |                            |                |                |
| 5 | 5            | „Episodul 5”  | Radu Grigore, Ruxandra Ion | Simona Macovei | 20 martie 2017 |
| Afectat de faptul că o ghicitoare i-a spus că tatăl tău încă trăiește și că el nu va apuca 25 de ani, Victor decide să își trăiască viața la maxim. Miruna le prezintă fanilor săi depe rețelele de socializare, în prima audiență, negativul piesei compuse de ea. |              |               |                            |                |                |
| 6 | 6            | „Episodul 6”  | Radu Grigore, Ruxandra Ion | Simona Macovei | 21 martie 2017 |
| Miruna se întâlnește cu Radu la Victor acasă pentru a înregistra melodia „Când mama nu-i acasă”. Ema îl șantajează pe Emil cu o poză în care susține căMiruna este beată. Victor primește un telefon dela Ema, prin care îl anunță căeste la spitalul de arși. |              |               |                            |                |                |
| 7 | 7            | „Episodul 7”  | Radu Grigore, Ruxandra Ion | Simona Macovei | 22 martie 2017 |
| Miruna și Victor se întâlnescîn oraș, iar Miruna îi arată piesa pe care a înregistrat-o cu Radu. În același timp ea își imaginează căse află pe aceeași scenă cu Victor, și cântă melodia în fața fanilor lor. Mai târziu, în aceeași zi Emil și buni o confruntă pe Mirunaîn legătură cu pozele făcute de Ema. Victor găsește la el în casă o poză cu ghicitoarea din parc și un bărbat necunoscut |              |               |                            |                |                |
| 8 | 8            | „Episodul 8”  | Radu Grigore, Ruxandra Ion | Simona Macovei | 23 martie 2017 |
| Victor se gândește care ar fii cea mai bună metodă pentru a se sinucide. Emil o duce pe Miruna să se întâlnească cu o parteneră de-a sa de afaceri, pentru a-i elimina suspiciunile că își înseală nevasta. A doua zi, Victor o confruntă pe Geanina în legătură cu poza găsită, iar Emil îi face cadou Mirunei o nouă mașina. |              |               |                            |                |                |
| 9 | 9            | „Episodul 9”  | Radu Grigore, Ruxandra Ion | Simona Macovei | 27 martie 2017 |
| Victor și Miruna ies la o întâlnire în parc, iar apoi la o cafenea. Mirciulică este urmărit de poliție. Geanina se întâlnește cu ghicitoarea, mătușa sa, Zorica și îi spune să îi lase familia în pace. Miruna primește un telefon de la Radu, prin care o anunță că a doua zi urmează să aibă o întâlnire cu producătorul muzical Micky Goga. Victor primește mesaj de la Mirciulică că trebuie să se vadă urgent. Victorpleacăși o lasă pe Miruna singură. Zorica o convinge pe Geanina să îi cumpere haine noi și să o ia la ea acasă. Miruna găsește, pe o rețea desocializare, poze cu Victorși Ema, și devine geloasă. |              |               |                            |                |                |
| 10 | 10           | „Episodul 10” | Radu Grigore, Ruxandra Ion | Simona Macovei | 28 martie 2017 |
| Miruna și Radu merg la Micki Goga la studio. După ce reușesc să îl convingă să le asculte melodia, acesta accesptă cu greu să o ajute doar pe Miruna să se lanseze, considerând că Radu nu are nici-o șansă. Geanina se chinuie să o ascundă în casă pe Zorica de Victor. La ieșirea din studioullui Micki, Victor o așteaptă pe Miruna cu o lalea. Guest star: Elena Șeulean - Mona |              |               |                            |                |                |
| 11 | 11           | „Episodul 11” | Radu Grigore, Ruxandra Ion | Simona Macovei | 29 martie 2017 |
| Victor o invită pe Miruna la el acasă pentru a sărbători, împreună cu mama lui, ziua lui de naștere. Când Miruna primește un telefon de la Micki, Victor devine gelos, și o dă afară din casă. După ce ea pleacă, Victor își desface cadoul, descoperind un telefon, bilete la finala UEFA Champions League și un biețel în care Miruna îi spune că s-a îndragostit de el. |              |               |                            |                |                |
| 12 | 12           | „Episodul 12” | Radu Grigore, Ruxandra Ion | Simona Macovei | 30 martie 2017 |
| 13 | 13           | „Episodul 13” | Radu Grigore, Ruxandra Ion | Simona Macovei | 3 aprilie 2017 |
| 14 | 14           | „Episodul 14” | Radu Grigore, Ruxandra Ion | Simona Macovei | 4 aprilie 2017 |
| 15 | 15           | „Episodul 15” | Radu Grigore, Ruxandra Ion | Simona Macovei | 5 aprilie 2017 |
| 16 | 16           | „Episodul 16” | Radu Grigore, Ruxandra Ion | Simona Macovei | 6 aprilie 2017 |

### Sezonul 2: 2017
| Nr. în serial | Nr. în sezon | Titlu             | Regizat de                 | Scris de       | Data difuzării |
| ------------- | ------------ | ----------------- | -------------------------- | -------------- | -------------- |
| 19            | 1            | „1 clipă fără ea” | Radu Grigore, Ruxandra Ion | Simona Macovei | 19 iulie 2017  |
| 18            | 2            | „2 clipe fără ea” | Radu Grigore, Ruxandra Ion | Simona Macovei | 19 iulie 2017  |
| 19            | 3            | „3 clipe fără ea” | Radu Grigore, Ruxandra Ion | Simona Macovei | 19 iulie 2017  |
| 20            | 4            | „4 clipe fără ea” | Radu Grigore, Ruxandra Ion | Simona Macovei | 26 iulie 2017  |
| 21            | 5            | „5 clipe fără ea” | Radu Grigore, Ruxandra Ion | Simona Macovei | 26 iulie 2017  |
| 22            | 6            | „6 clipe fără ea” | Radu Grigore, Ruxandra Ion | Simona Macovei | 26 iulie 2017  |